# Вовчак Теодор
Теодор Вовча́к (нар. 4 березня 1870, Фрага — пом. 1920, Львів) — український актор театру.

## Біографія
Народився 4 березня 1870 року в селі Фразі (нині Івано-Франківський район Івано-Франківської області, Україна). Закінчив школу хорових диригентів у Станіславі та упродовж 1892—1994 років працював диригентом міського хору при Станіславському товаристві «Просвіті».
У 1895—1900 роках працював у Руському народному театрі, з 1901 року — в аматорському театрі у Львові. Помер у Львові у 1920 році.

## Ролі
- Степан («Безталанна» Івана Карпенка-Карого);
- Скорик («Сватання на Гончарівці» Григорія Квітки-Основ'яненка);
- Султан («Запорожець за Дунаєм» Семена Гулака-Артемовського);
- Філіпп ІІ («Війт заламейський» Івана Франка за Педро Кальдероном).